# CMSA
A China Manned Space Agency (CMSA) é uma agência da República Popular da China responsável pela administração do Programa Espacial Tripulado da China, o programa de voos espaciais humanos da China.

## Nome
O nome nativo da organização (chinês: 中国 载人 航天 工程 办公室) foi inicialmente traduzido para o inglês como China Manned Space Engineering Office (CMESO) em 2014. É também o nome exibido no site oficial do China Manned Space Program.

## Funções
A China Manned Space Agency representa o governo chinês para assumir as responsabilidades de gestão do Programa Espacial Tripulado da China.  As funções do CMSA, incluindo estratégia de desenvolvimento, planejamento, tecnologia geral, pesquisa e produção, construção de infraestrutura, organização e implementação de missões de voo, utilização e promoção, cooperação internacional e comunicado à imprensa, etc.

## Estrutura organizacional
CMSA consiste nas seguintes divisões:
- Divisão de Planejamento e Gestão Integrada
- Divisão de Programa Científico e Controle de Qualidade
- Divisão de Utilização e Desenvolvimento
- Divisão de construção de infraestrutura
- Divisão de Sistema

## Taikonautas
Em julho de 2021, doze taikonautas chineses viajaram para o espaço (ordem alfabética):

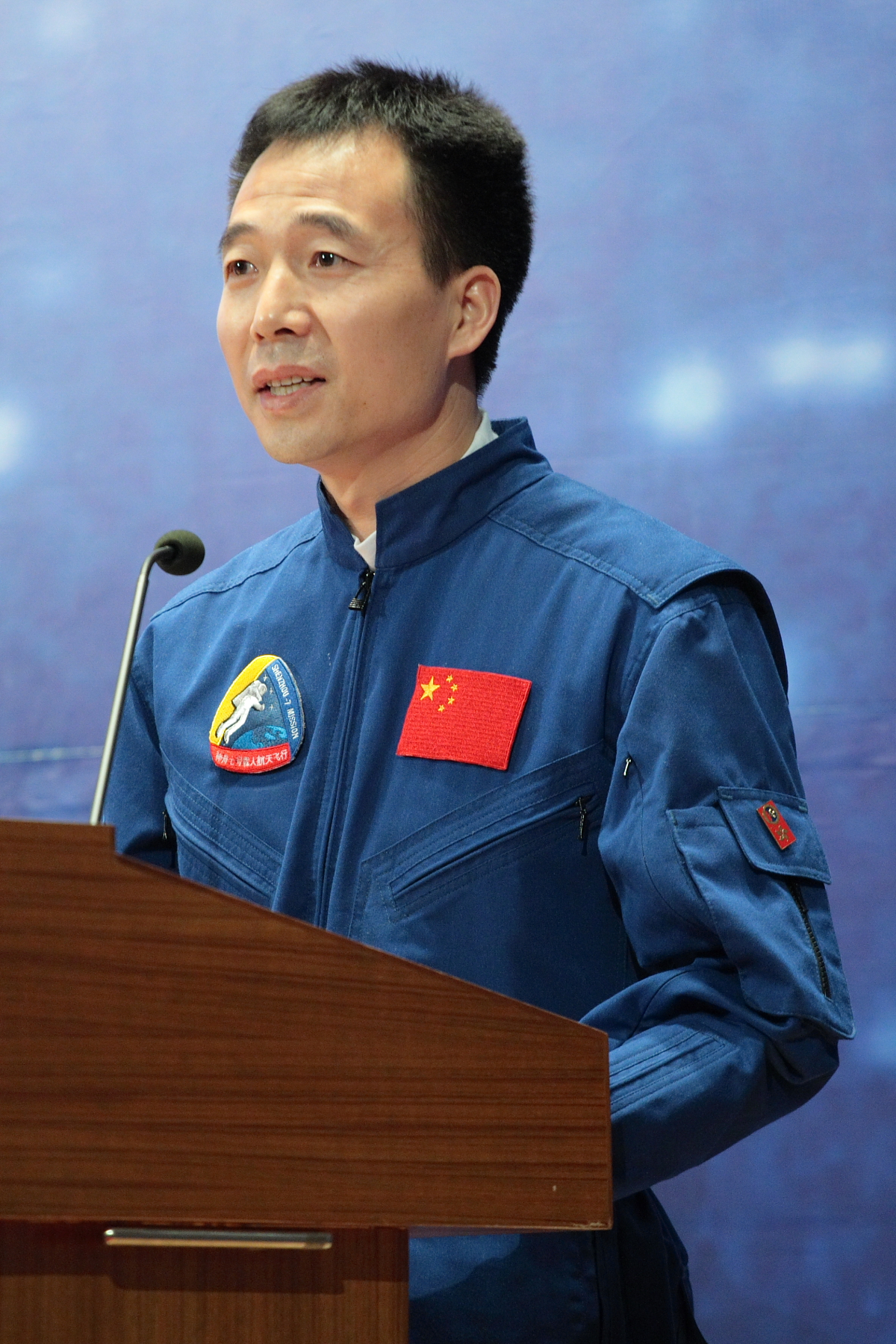
Jing Haipeng (景海鹏)
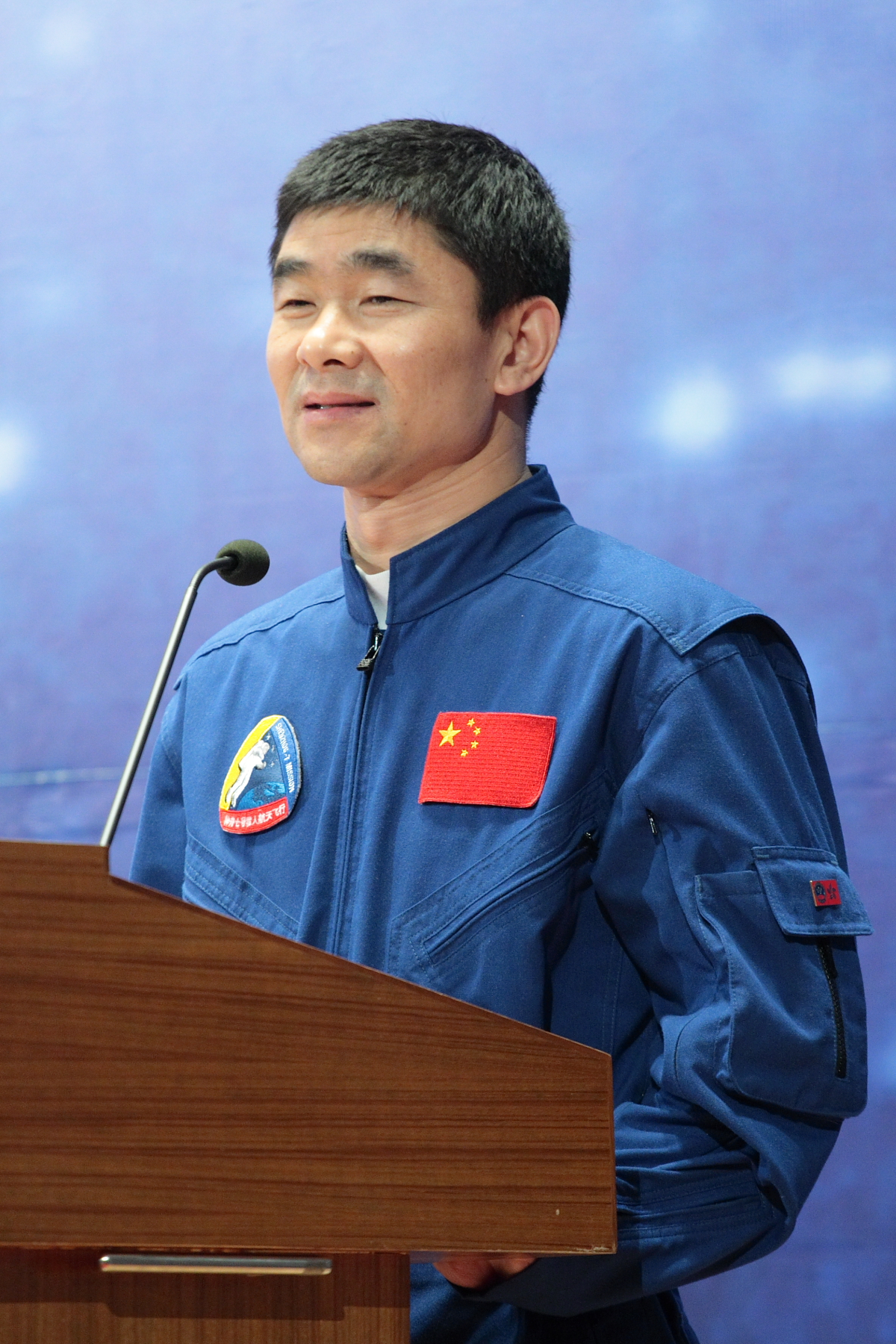
Liu Boming (刘伯明)
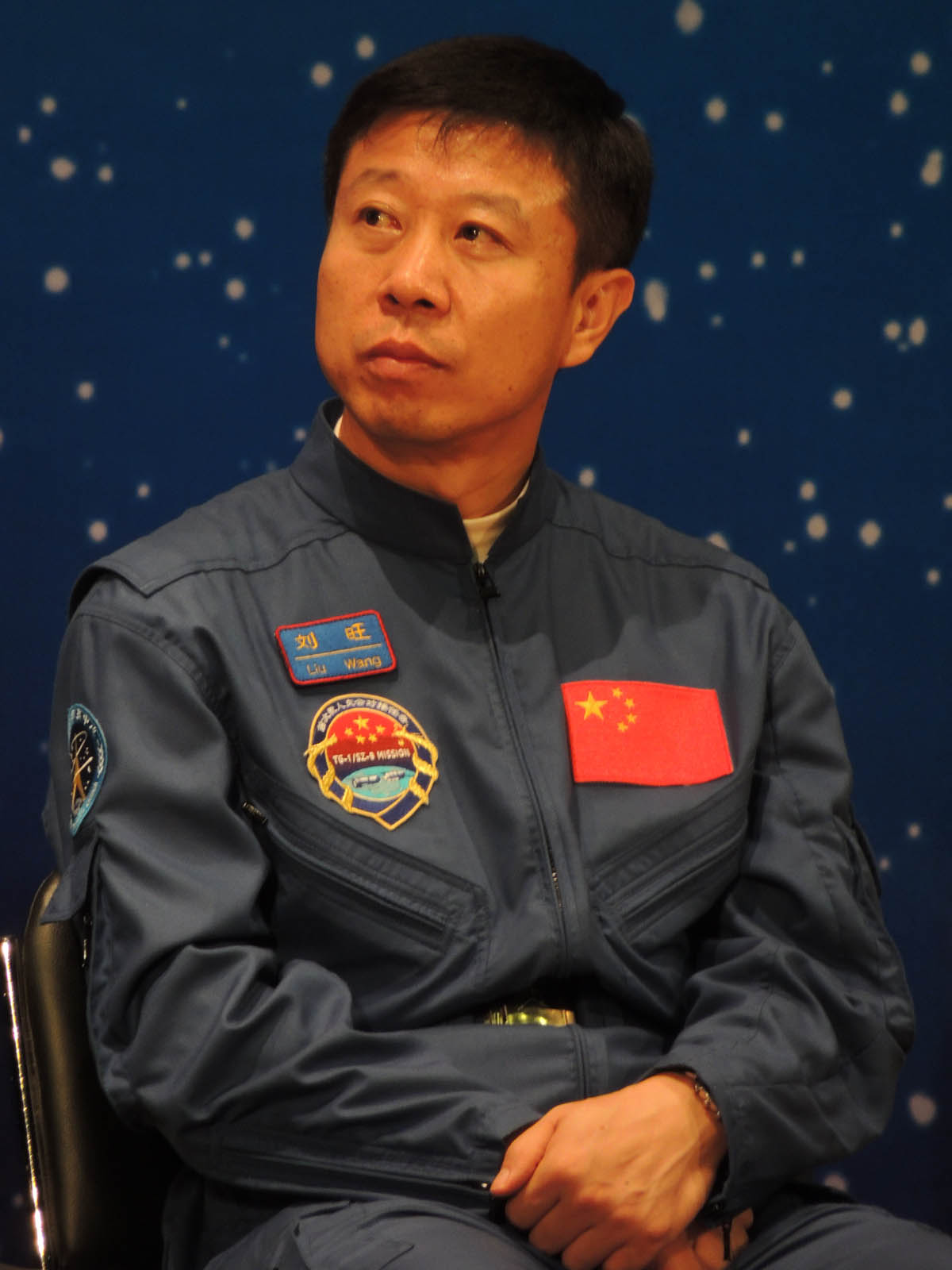
Liu Wang (刘旺)
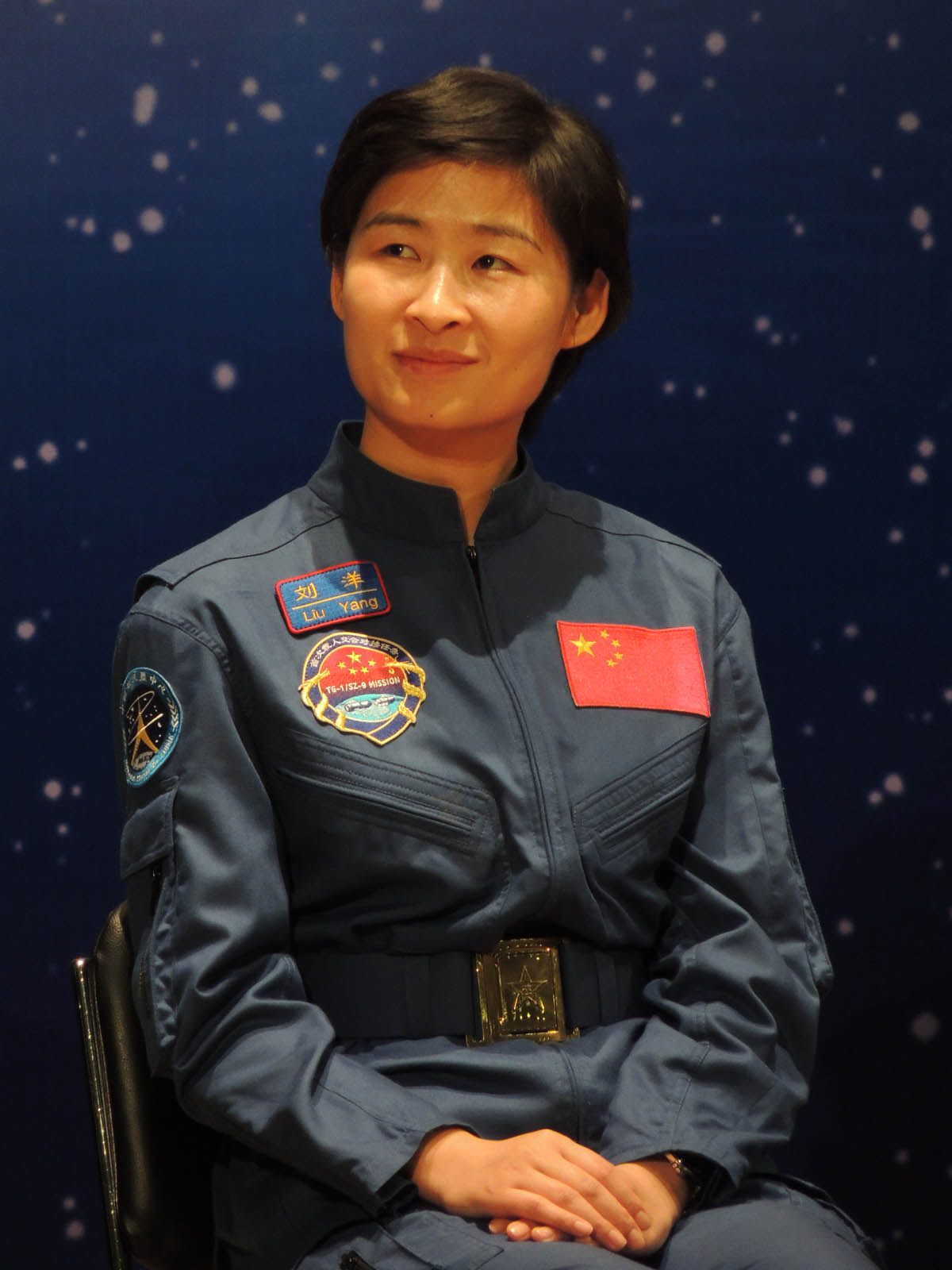
Liu Yang (刘洋)
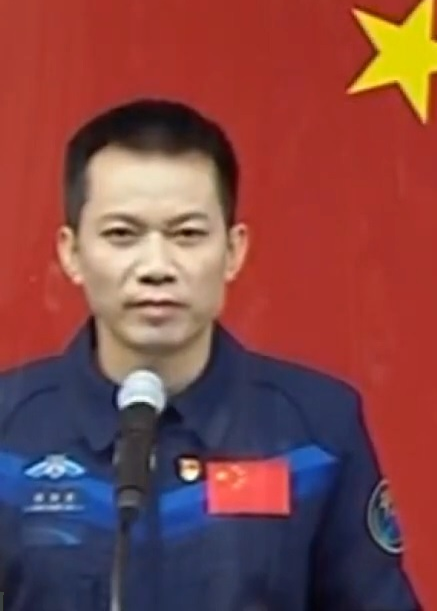
Tang Hongbo (汤洪波)
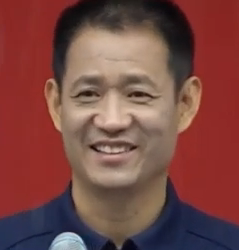
Nie Haisheng (聂海胜)
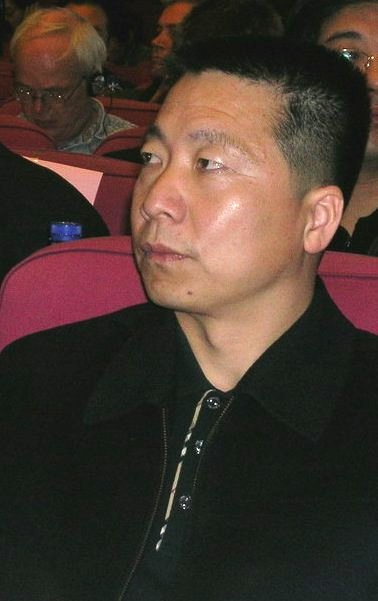
Yang Liwei (杨利伟)
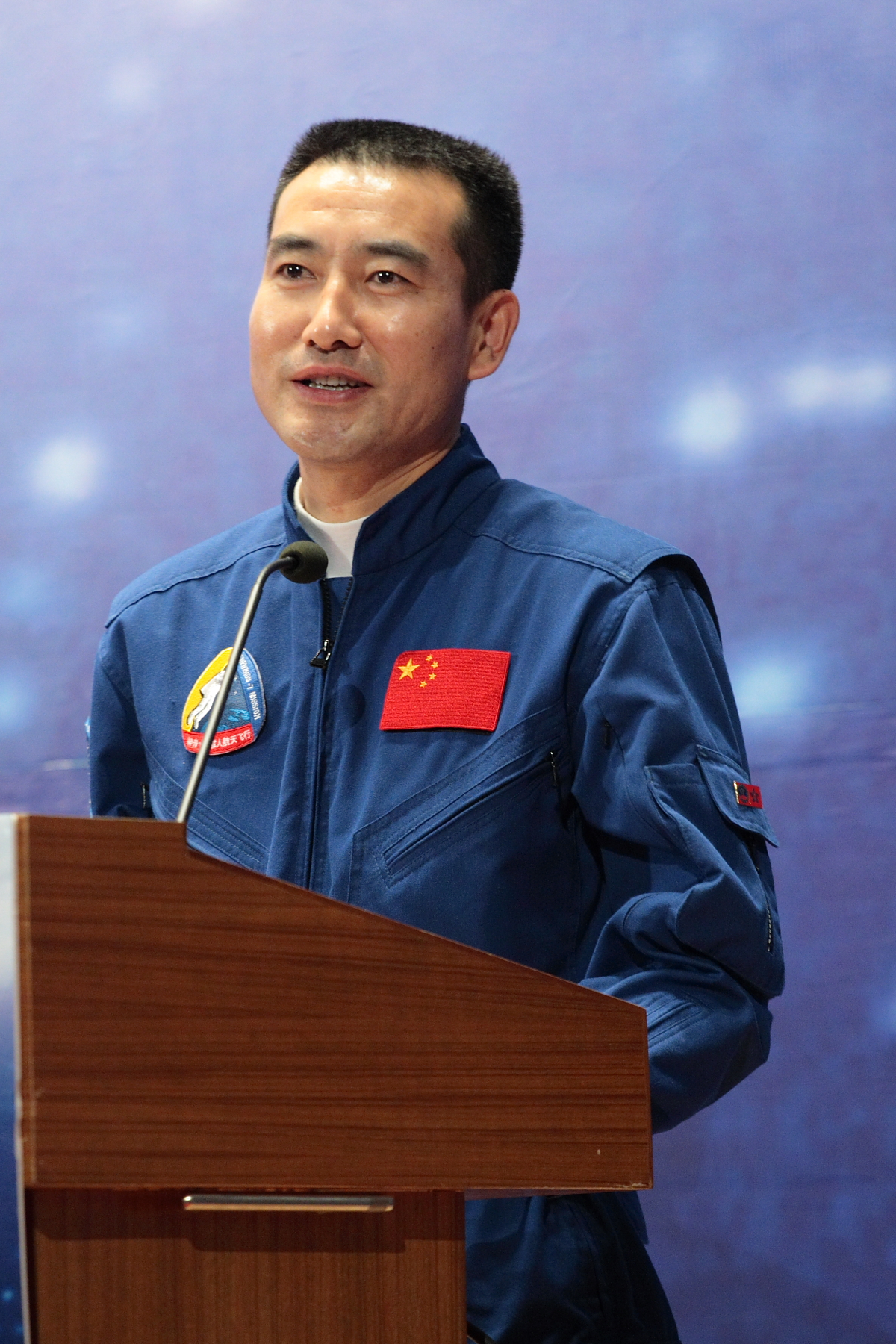
Zhai Zhigang (翟志刚)

- Zhang Xiaoguang (张晓光)
- Chen Dong (陈冬)
- Wang Yaping (王亚平)